# Хоби Лов ТВ
Хоби Лов е развлекателен канал в мрежата на Булсатком. Програмата има специализиран профил - лов и риболов.